# Jasper Kick
Jasper Kick (* 25. Mai 1984 in Delft) ist ein niederländischer Eishockeyspieler, der seit 2012 erneut bei Hijs Hokij Den Haag unter Vertrag steht und mit dem Klub seit 2015 in der neugegründeten belgisch-niederländischen BeNe League spielt.

## Karriere

### Clubs
Kick begann seine Karriere als Eishockeyspieler bei Hijs Hokij Den Haag, für dessen zweite Mannschaft er als 18-Jähriger in der Eerste divisie, der zweithöchsten Spielklasse der Niederlande, debütierte. In der Spielzeit 2004/05 kam er zu ersten Einsätzen in der Ehrendivision kam. Parallel spielte er auch für die Zoetermeer Panters in der Eerste divisie, zu denen er dann 2005 komplett wechselte. 2008 kehrte er nach Den Haag zurück und wurde mit dem Klub 2009 Niederländischer Meister. Die beiden folgenden Jahre spielte er dann wieder für die Zweitvertretung der Südholländer in der Eerste divisie. Nachdem er die Spielzeit 2011/12 bei den ebenfalls zweitklassigen Dordrecht Lions verbracht hatte, spielt Kick seit 2012 durchgängig für Hijs Hokij den Haag, wobei er sowohl in der Ehrendivision als auch in der Eerste divisie eingesetzt wurde. 2013 gewann er mit dem Klub seinen zweiten Meistertitel. Seit 2015 spielt er mit seiner Mannschaft in der neugegründeten belgisch-niederländischen BeNe League, die er mit dem Klub 2018 gewinnen konnte. Im selben Jahr gewann er auch zum dritten Mal in seiner Karriere die niederländische Meisterschaft.

### International
In der Nationalmannschaft wurde Kick erstmals bei der Weltmeisterschaft 2016 in der Division II eingesetzt und stieg mit ihr umgehend in die Division I auf. Kick selbst steuerte zwei Tore zum 9:0-Erfolg über den späteren Absteiger China bei. Bei der Weltmeisterschaft 2017 spielte er dann in der Division I.

## Erfolge und Auszeichnungen
- 2009 Niederländischer Meister mit Hijs Hokij Den Haag
- 2013 Niederländischer Meister mit Hijs Hokij Den Haag
- 2016 Aufstieg in die Division I, Gruppe B, bei der Weltmeisterschaft der Division II, Gruppe A
- 2018 Gewinn der BeNe League mit Hijs Hokij Den Haag
- 2018 Niederländischer Meister mit Hijs Hokij Den Haag